# Ayllón
Ayllón é um município da Espanha na província de Segóvia, comunidade autónoma de Castela e Leão, de área 128,19 km² com população de 1243 habitantes (2007) e densidade populacional de 9,7 hab./km².
Desde que foi reconquistada pelos cristãos, a vila de Ayllón já viu desfilar pelas suas ruas numerosos reis espanhóis: Alfonso VI, Alfonso VII, Alfonso VIII, Fernando III, Fernando IV, Juan II e, já em 1929, a infanta dona Isabel. 
Faz parte da rede das Aldeias mais bonitas de Espanha.

## Demografia
| Variação demográfica do município entre 1991 e 2004 | Variação demográfica do município entre 1991 e 2004 | Variação demográfica do município entre 1991 e 2004 | Variação demográfica do município entre 1991 e 2004 |
| --------------------------------------------------- | --------------------------------------------------- | --------------------------------------------------- | --------------------------------------------------- |
| 1991                                                | 1996                                                | 2001                                                | 2004                                                |
| 1271                                                | 1237                                                | 1233                                                | 1238                                                |

## Património
- Arco medieval
- Praça Maior
- Palácio dos Contreras
- Igrejas de São Miguel e Santa Maria a Maior.